# Henning Faltin
Henning Faltin (* 22. Januar 1966 in Berlin) ist ein Flottillenadmiral der Marine der Bundeswehr und seit Januar 2023 Military Advisor, vergleichbar mit einem Militärattaché, für die USA und Kanada der Delegation der Europäischen Union in den Vereinigten Staaten in Washington, D.C.

## Militärische Laufbahn
Faltin trat 1985 bei der Marineoperationsschule in Bremerhaven in die Bundeswehr ein. Anschließend wechselte er zum Flottenkommando nach Glücksburg. Faltin wechselte in die Laufbahn der Offiziere des Truppendienstes und durchlief als Angehöriger der Crew VII/86 und Offizieranwärter die Offizierausbildung der Marine an der Marineschule Mürwik in Flensburg und absolvierte Bordpraktika. 1987 begann er ein Studium der Pädagogik an der Universität der Bundeswehr Hamburg, das er 1991 als Diplom-Pädagoge abschloss.
1991 und 1992 hatte Faltin ein Bordpraktikum beim 5. Schnellbootgeschwader in Olpenitz und den Offizier A-Lehrgang für Schnellboote. Von 1992 bis 1995 war er Wachoffizier im 5. Schnellbootgeschwader und 1995/96 besuchte er den Offizier B-Lehrgang mit Schwerpunkt Marineführungsdienst. Auf dem Schnellboot S56 Dommel der Tiger-Klasse des 5. Schnellbootgeschwaders war er von 1996 bis 1998 Kommandant und auf dem Schnellboot S77 Dachs des 7. Schnellbootgeschwaders im Marinestützpunkt Hohe Düne in Rostock von 1998 bis 2000. Anschließend war er bis 2001 stellvertretender Kommandeur und S3-Stabsoffizier dieses Geschwaders. 2001 und 2002 war Faltin Lehrgangsteilnehmer am 28. Command and Staff Course am Canadian Forces College in Toronto in Kanada. Anders als die meisten Offiziere der Bundeswehr, die die Dienstgradgruppe der Generale erreichen, wurde Faltin nicht an der Führungsakademie der Bundeswehr in Hamburg zum Offizier im Generalstabsdienst ausgebildet.
2002 wurde Faltin Referent im Referat III 2 (Operativer Grundsatz) im Führungsstab der Marine im Bundesministerium der Verteidigung auf der Hardthöhe in Bonn und 2004 Referent im Referat III 1 im Führungsstab der Streitkräfte im Bundesministerium der Verteidigung im Bendlerblock in Berlin. 2006 wechselte er als militärpolitischer Referent in das Büro des Parlamentarischen Staatssekretärs Christian Schmidt im Bundesministerium der Verteidigung in Berlin.
Vom 2. Oktober 2008 bis 12. Oktober 2010 war Faltin offiziell Kommandeur des 1. Korvettengeschwaders in Rostock, jedoch von Juni bis September 2009 im Auslandseinsatz und von Februar bis September 2010 als Referent und Beauftragter des Verteidigungsausschusses als 1. Untersuchungsausschuss in Berlin zur Aufklärung des Luftangriffs bei Kundus kommandiert. Von 2010 bis 2012 Action Officer im Militärstab der Europäischen Union, Concepts Branch in Brüssel in Belgien. Darauf folgte 2012 eine Verwendung als Dezernatsleiter J 5 im Kommando Operative Führung Eingreifkräfte in Ulm. 2013 war Faltin Abteilungsleiter Concepts & Development im Multinationalen Joint Headquarters in Ulm und ab 2013 Gruppenleiter Zukunftsentwicklung im Marinekommando in Rostock. Als Referatsleiter I 5 in der Abteilung Planung im Bundesministerium der Verteidigung in Bonn wurde er ab 2015 und als Referatsleiter II 2 in derselben Abteilung ab 2017 verwendet.
Im Mai 2018 übernahm Faltin die Leitung der Unterabteilung Operation im Marinekommando in Rostock. Auf diesem Dienstposten wurde er zum Flottillenadmiral ernannt. Am 15. September 2021 übernahm er das Kommando über die Einsatzflottille 1 und das Centre of Excellence for Operations in Confined and Shallow Waters der NATO in Kiel. Im Januar 2023 übergab er das Kommando über die Einsatzflottille 1 an Flottillenadmiral Sascha Helge Rackwitz. Er selbst wurde in der Nachfolge von Brigadegeneral Fritz Jürgen Urbach Military Advisor der Europavertretung für die USA und Kanada in Washington.

## Auslandseinsätze
Juni bis September 2009: CTG 500.03 UNIFIL und CTG 448.03 UN

## Privates
Faltin ist verheiratet.